# Verborgene Worte
Verborgene Worte (persisch کلمات مکنونه Kalimat-e Maknuna, DMG Kalimāt-e Maknūna, Bahai-Transkription Kalimát-i-Maknúnih) wurden im Jahre 1858 in Bagdad offenbart und gehören zu den wichtigsten Texten Bahá’u’lláhs, des Religionsstifters des Bahaitums. Es handelt sich um jeweils 71 bzw. 82 kurze, in sich abgeschlossene Texte in Arabisch und Persisch. Sie sollen die Menschen auf dem Weg der geistigen und charakterlichen Vervollkommnung motivieren und anleiten und gelten daher als der sittliche Kern der Offenbarung Bahá’u’lláhs, als die „Quintessenz geistiger Führung aus allen Offenbarungen der Vergangenheit“. Abdu’l-Bahá bezeichnet sie als einen „Schatz an göttlichen Geheimnissen“, fordert immer wieder die Bahá’í auf, die Verborgenen Worte auswendig zu lernen, über ihre Bedeutung nachzudenken und danach zu handeln: „Diese heiligen Worte sind nicht offenbart worden, um gehört, sondern um verwirklicht zu werden.“

## Inhalt und Struktur
Das Werk besteht aus einer kurzen arabischen Einleitung, gefolgt von 71 arabischen und anschließend 82 persischen Verborgenen Worten mit einem kurzen Schlusswort in Persisch. Die Länge jedes einzelnen Abschnittes variiert von 12 bis 152 Worten, wobei die persischen Abschnitte meist länger sind. Beispiel für ein Verborgenes Wort ist: „O Sohn des Lichtes! Vergiß alles außer Mir und werde vertraut mit Meinem Geiste. Dies gehört zum Wesen Meiner Gebote, darum halte dich daran.“
Jedes Verborgene Wort beginnt mit einer Anrufung in der Form „O Sohn des …“, gefolgt von einem Substantiv, das sich auf die höhere, geistige Welt (wie im Beispiel) oder auf die niedere, materielle Welt bezieht, z. B. „O Sohn des Staubes“ oder „O Sohn der Weltlichkeit“. Dies drückt aus, dass die Menschen, je nach geistiger Entwicklung, ihre seelischen Fähigkeiten auf die geistige oder materielle Welt ausrichten. Ein Beispiel ist: „O Kinder der Achtlosigkeit! Hängt euer Herz nicht an vergängliche Herrschaft und freut euch nicht daran. Ihr gleicht dem achtlosen Vogel, der unbekümmert in den Zweigen zwitschert, bis ihn der Vogelfänger Tod plötzlich in den Staub wirft. Lied, Gestalt und Farbe sind dahin, ohne eine Spur zu hinterlassen. Habt darum acht, o Knechte der Begierde!“
Die Verborgenen Worte verschließen sich einer thematischen Kategorisierung; eine offensichtliche Ordnung liegt der Sammlung nicht zugrunde. Shoghi Effendi, der maßgebliche Übersetzer der Verborgenen Worte, merkt an, dass die Verborgenen Worte keiner Sequenz unterliegen. „Sie sind juwelengleiche Gedanken, geboren aus dem Bewusstsein der Manifestation Gottes um Menschen zu ermahnen und zu führen.“
Inhaltlich behandeln die Verborgenen Worte Themen wie die Natur und Stufe des Menschen; die Eigenschaften der spirituellen und materiellen Welt; die Stufe und Funktion der Manifestationen Gottes; das ewige Bündnis zwischen Gott und der Menschheit; die Treulosigkeit des Menschen gegenüber diesem Bündnis und deren Konsequenzen; wie der Mensch spirituell sich entwickeln kann, indem er sich von weltlichen Dingen und leeren Vorstellungen löst, indem er positive spirituelle Eigenschaften erwirbt und sich reinigt von negativen Eigenschaften und Taten. Manche Verborgene Worte adressieren Themen wie z. B. Liebe (arabisch Nr. 3–10), üble Üble Nachrede und Fehlersuche (arabisch 26–29), Tod (arabisch 31–34), Märtyrertum (arabisch 45–57), Prüfungen und Schwierigkeiten (arabisch 48–53).
Wie Bahá’u’lláh in der Einleitung herausstellt, sind die Verborgenen Worte bereits „früheren göttlichen Boten offenbart“ worden. Daher weisen manche Verborgenen Worte erstaunliche Parallelen zum Alten Testament, Evangelium und dem Qur’án auf:
- Geistige Armut
  - O Sohn der Leidenschaft! Reinige dich vom Staub des Reichtums und betritt in vollkommenem Frieden die Reiche der Armut; dort wirst du aus dem Quell der Loslösung den Wein ewigen Lebens trinken. (VW pers. 54)
  - Selig sind die, die arm sind vor Gott; denn ihnen gehört das Himmelreich (Mt 5:3)
- Der Mensch als das Licht Gottes auf Erden (vgl. Lichtvers)
  - Gott ist das Licht der Himmel und der Erde. Sein Licht ist einer Nische vergleichbar, in der eine Lampe ist. Die Lampe ist in einem Glas. Das Glas ist, als wäre es ein funkelnder Stern. … (Sure 24 35 ff.)[10]
  - O Sohn des Seins! Du bist Meine Lampe, und Mein Leuchten ist in dir. Entnimm daraus dein Licht und suche niemanden als Mich, denn Ich habe dich reich erschaffen und Meine Gunst über dich ergossen (VW arab. 11)
- Liebe als Ursache der Schöpfung (Hadith)
  - Ich war ein verborgener Schatz und wollte erkannt werden; deshalb erschuf ich die Welt (Hadith qudsí: Heiliger Hadith)
  - O Sohn des Menschen! Verhüllt in Meinem unausdenkbaren Wesen und in der Ewigkeit Meines Seins erkannte ich Meine Liebe zu Dir. Darum erschuf Ich dich, prägte dir Mein Ebenbild ein und offenbarte dir Meine Schönheit (VW arabisch)
- Kritik der Geistlichkeit, die sich gegen den neuen Offenbarer stellt:
  - O ihr Toren, die ihr für weise geltet! Warum verkleidet ihr euch als Hirten, da ihr doch innerlich zu Wölfen wurdet, die nach Meiner Herde trachten? Ihr gleicht dem Stern, der scheinbar hell und strahlend vor des Morgens Dämmern aufgeht und die Pilger zu Meiner Stadt in die Irre und auf den Pfad des Verderbens leitet. (pers. 24)
  - Weh euch, ihr Schriftgelehrten und Pharisäer, ihr Heuchler! Ihr seid wie die Gräber, die außen weiß angestrichen sind und schön aussehen; innen aber sind sie voll Knochen, Schmutz und Verwesung. So erscheint auch ihr von außen den Menschen gerecht, innen aber seid ihr voll Heuchelei und Ungehorsam gegen Gottes Gesetz. Mt 23:27–28

Trotz dieser engen Bezüge zu der Heiligen Schrift der Vorgängerreligionen des Bahá’í-Glaubens handelt es sich nach wissenschaftlichen Untersuchungen von E.G. Browne um eine eigene Kategorie religiöser Literatur und eine genuine Komposition Bahá’u’lláhs.
In einigen Verborgenen Worten sind Bezüge und Begriffe des Sufismus nachweisbar, die einen enormen Einfluss auf die persische Literatur hatten. Beispielsweise bezieht sich das persische Verborgene Wort Nr. 4 auf das bekannte Thema der Suche des Liebenden nach seiner Geliebten. Die Vereinigung des Menschen, des Liebenden, mit dem Geliebten wird als (geistiges) „Leben“ und die Trennung als (geistiger) „Tod“ aufgefasst: „O Sohn der Gerechtigkeit! Wohin kann ein Liebender gehen außer ins Land seiner Geliebten? Und welcher Sucher fände Ruhe fern der Sehnsucht seines Herzens? Für den aufrichtig Liebenden ist die Vereinigung Leben und Getrenntsein Tod. Seine Brust kennt keine Geduld und sein Herz kennt keinen Frieden.“ Mit dieser Symbolik knüpft Bahá’u’lláh an das Evangelium an, das auch klar zwischen geistigem Leben und Tod unterscheidet, und erweitert dadurch den Horizont der Symbolik in der persischen und der mystischen islamisch Literatur. Ein weiteres Beispiel ist die Interpretation des mystischen Vogels Phönix aus dem ersten persischen Verborgenen Wort (pers. Simurgh, arab ‘anqá) einmal als der unsterbliche, freie menschliche Geist auf dem Weg zu Gott, aber auch als Offenbarer Gottes.
In allen Religionen schließt Gott durch die Offenbarer mit den Menschen einen Bund. Die Menschen erkennen den Offenbarer an und halten sich an die Gebote Gottes. Gott lässt den Menschen seine geistlichen Segnungen zukommen. Das Ergebnis ist die geistig-charakterliche Vervollkommnung der Menschen, in den Worten Meister Eckhards der „Adel der Seele“. In diesem Sinne leitet Bahá’u’lláh die Verborgenen Worte ein. Sie sind ausgestattet mit „Kraft und Macht“ und werden den Menschen mitgegeben, damit sie „dem Bunde Gottes die Treue halten“ und „den Edelstein göttlicher Tugend erlangen mögen“. Aus diesem Grunde sind die Verborgenen Worte kurz und in symbolischer Sprache gehalten, damit die Menschen sie leicht aufnehmen und in ihrem Leben umsetzen können. Hauptzweck der Verborgenen Worte ist, die Menschen auf dem Wege der geistigen und charakterlichen Vervollkommnung zu motivieren und anzuleiten. Sie stellen damit den Kern der Lehre Bahá’u’lláhs dar und gehören neben dem Heiligsten Buch und dem Buch der Gewissheit zu den wichtigsten Schriften der Bahá’í-Religion.

## Hintergrund und Geschichte
Die „Verborgenen Worte“ wurden im Jahre 1858 offenbart, als Baha’u’llah in Baghdád lebte. Die Offenbarung empfing Er während Seiner Wanderungen an den Ufern des Tigris. Das Original Manuskript wird in Landhaus Bahji /Israel verwahrt und zeigt, dass einzelne Verborgene Worte zufällig angeordnet sind. Später ordnete Sein Sekretär, Zaynu’l-Muqarrabín, die Verborgenen Worte auf Weisung Baha’u’llahs.
Baha’u’llah betitelte die Verse auch anfänglich als das „Verborgene Buch der Fatima“. Er identifiziert das Werk mit dem Buch gleichen Titels, „das nach Meinung des schiitischen Islams im Besitz des verheißenen Qaim sein und Trostworte enthalte, die der Engel Gabriel auf Geheiß Gottes für Fatimih sprach und dem Imam Ali diktierte.“ Die Schiiten glauben, dass der Verheißene mit verschiedenen Gegenständen und Büchern, die der Familie des Propheten Mohammad gehören, zurückkehren werde. Eines ist das „Buch der Fatima“. Indem Bahá’u’llah die Bezeichnung „Verborgene Buch der Fatima“ wählte, wurde der Bezug auf die um die Mitte des 19. Jahrhunderts bestehende eschatologische Erwartungen im schiitischen Islam hergestellt. Später wurde die Sammlung von Bahá’u’lláh „Die Verborgenen Worte“ genannt.

## Veröffentlichungen und Übersetzungen
Die „Kalemāt-e maknuna“ waren im 19. Jahrhundert unter den persischen Bahai weit verbreitet. E.G. Browne übersetzte einige der Verborgenen Worte in einer Zusammenstellung der Schriften Abdu’l-Bahás. Die erste Veröffentlichung geschah zu Beginn des 20. Jahrhunderts in einer Zusammenstellung über den Bahai-Glauben. Die Verborgenen Worte waren einer der ersten Werke Bahaullahs, die von Shoghi Effendi ins Englische übersetzt wurden. Die „Verborgenen Worte“ sind einer der am meisten übersetzten Schriften des Bahai Glaubens. Shoghi Effendi publizierte 1929 die erste umfassende offizielle Übersetzung. Die durch Shoghi Effendi gesetzten Normen wurden 1997 durch Diana Malouf untersucht.
Die früheste deutsche Übersetzung der Verborgenen Worte findet sich in der 1909 datierte Biografie von Phelbs über Abdu’l-Bahá. Unter der Überschrift „Juwelen der Weisheit“ finden sich die arabischen Verborgenen Worte. Die nächste revidierte Übersetzung aus dem arabischen und persischen Original von Johanna von Werthern unter der Mitarbeit von Adelbert Mühlschlegel, Manuchehr Zabih und Günther Heyd wurde 1948 vom Nationalen Geistigen Rat der Bahai in Deutschland und Österreich herausgegeben. Die neuste deutsche Übersetzung stammt aus dem Jahr 2001 (11., revidierte Auflage).

### Ausgaben
- Bahá’u’lláh: Verborgene Worte. Bahá’í-Verlag, Hofheim 2004, ISBN 3-87037-418-7 (Online in einer älteren und abweichenden Auflage auf der Webseite der Gesellschaft für Bahá'í-Studien).
- Baha’u’llah: The Hidden Words. Oneworld Publications, Oxford 2004, ISBN 978-1-85168-349-9 (Online).

### Weiterführende Literatur
- Shoghi Effendi: Gott geht vorüber. Bahai-Verlag, Hofheim-Langenhain 1974, ISBN 3-87037-021-1.
- Adib Taherzadeh: Die Offenbarung Bahá’u’lláhs. Band 1. Bahá’í-Verlag, Hofheim 1981, ISBN 3-87037-123-4, S. 97–111.
- Dariush Maani: Ein Schatz an Mysterien. Die „Verborgenen Worte“ und ihre Geheimnisse. Bahá’í-Verlag, Hofheim 2009, ISBN 978-3-87037-476-1.
- Diana Malouf: Unveiling Hidden Words. The Norms used by Shoghi Effendi in His Translation. George Ronald, Oxford 1997, ISBN 978-0-85398-414-6.
- Peter Smith: Art. Hidden Words. In: Peter Smith (Hrsg.): A Concise Encyclopedia of the Bahá’í Faith. Oneworld Publications, Oxford 2008, ISBN 978-1-85168-184-6, S. 181.
- Julio Savi: Love Relationship between God and Humanity. Reflections on Baha'u'llah's Hidden Words. In: Moojan Momen (Hrsg.): Scripture and Revelation. Papers presented at the First Irfan Colloquium Newcastle-upon-Tyne, England, December 1993 and the Second Irfan Colloquium Wilmette, USA, March 1994. George Ronald, Oxford 1997, ISBN 978-0-85398-419-1, S. 283–308 (Online auf der Website des `Irfán Colloquium).